# 위안후이구
위안후이구(한국어: 원회구, 중국어: 源汇区, 병음: Yuánhuì Qū)는 중화인민공화국 허난성 뤄허 시의 현급 행정구역이다. 넓이는 202km2이고, 인구는 2007년 기준으로 330,000명이다.

## 행정 구역
4개 가도, 1개 진, 3개 향을 관할한다.
- 가도: 老街街道, 马路街街道, 顺河街街道, 干河陈街道.
- 진: 大刘镇.
- 향: 阴阳赵乡, 问十乡, 空冢郭乡.